# Theridion aulos
Theridion aulos là một loài nhện trong họ Theridiidae.
Loài này thuộc chi Theridion. Theridion aulos được Herbert Walter Levi miêu tả năm 1963.